# Little Bradley
Little Bradley est un village et une paroisse civile du Suffolk, en Angleterre.